# Manuel Zárate
Manuel Fernando Zárate (Guararé, Panamá, 22 de junio de 1899-Panamá, 29 de octubre de 1968) fue egresado del Instituto Nacional de Panamá, con el título de maestro de enseñanza primaria. Se graduó de ingeniero químico en la Universidad de París y siguió cursos de literatura en la sorbona y de Historia y crítica en la Escuela de Louvre. En Panamá fue director del Laboratorio del Hospital Santo Tomás. Se dedicó a la enseñanza y el estudio del folclore panameño junto con su esposa Dora Pérez de Zárate. Entre sus obras se destacan: Breviario de Folclore; Tambor, Socavón, la Décima y la copla.

## Biografía

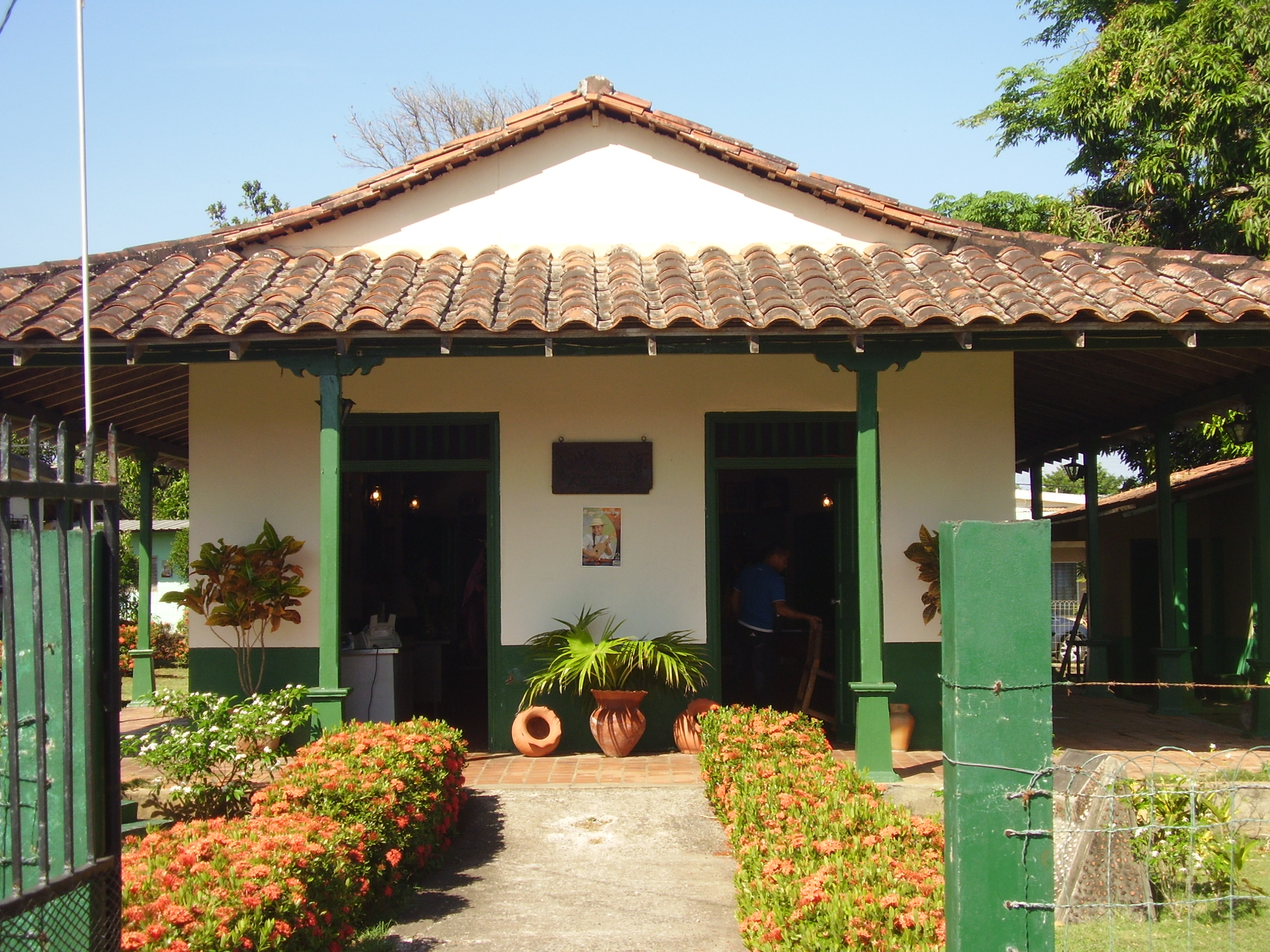
Casa Museo Manuel F. Zárate, ubicada en el solar donde nació.

Manuel Fernando Zárate nació el 22 de junio de 1899 en el poblado de Guararé. En 1925 se graduó en La Sorbona, París, Francia. En 1949 apoyó para que se celebrara el Primer Festival de la Mejorana. En 1952 empezó a componer varias obras, entre éstas La décima y la copia en Panamá y obtuvo el Primer Premio en la Sección Ensayo del Concurso Ricardo Miró. En 1957 escribe Brevario de folclore, un estudio que intenta aproximarse a los conceptos científicos de la ciencia del folclore y destinado a dar una base elemental de elementos folclóricos en Panamá. En 1959 logra oficilizar el Concurso Gelo Córdoba mediante la resolución 637 del 9 de septiembre firmado por el Ministerio de Educación. En 1962 escribió Tambor y socavón en colaboración de su esposa, Dora Pérez de Zárate, donde se presenta un estudio de las diferentes formas de los instrumentos tambor y socavón, sus bailes, cantos y música.

## Vida profesional
Ejerció el cargo de Superintendente del Hospital Santo Tomás y fue Catedrático de la Facultad de Medicina de la Universidad de Panamá.

## Reconocimientos

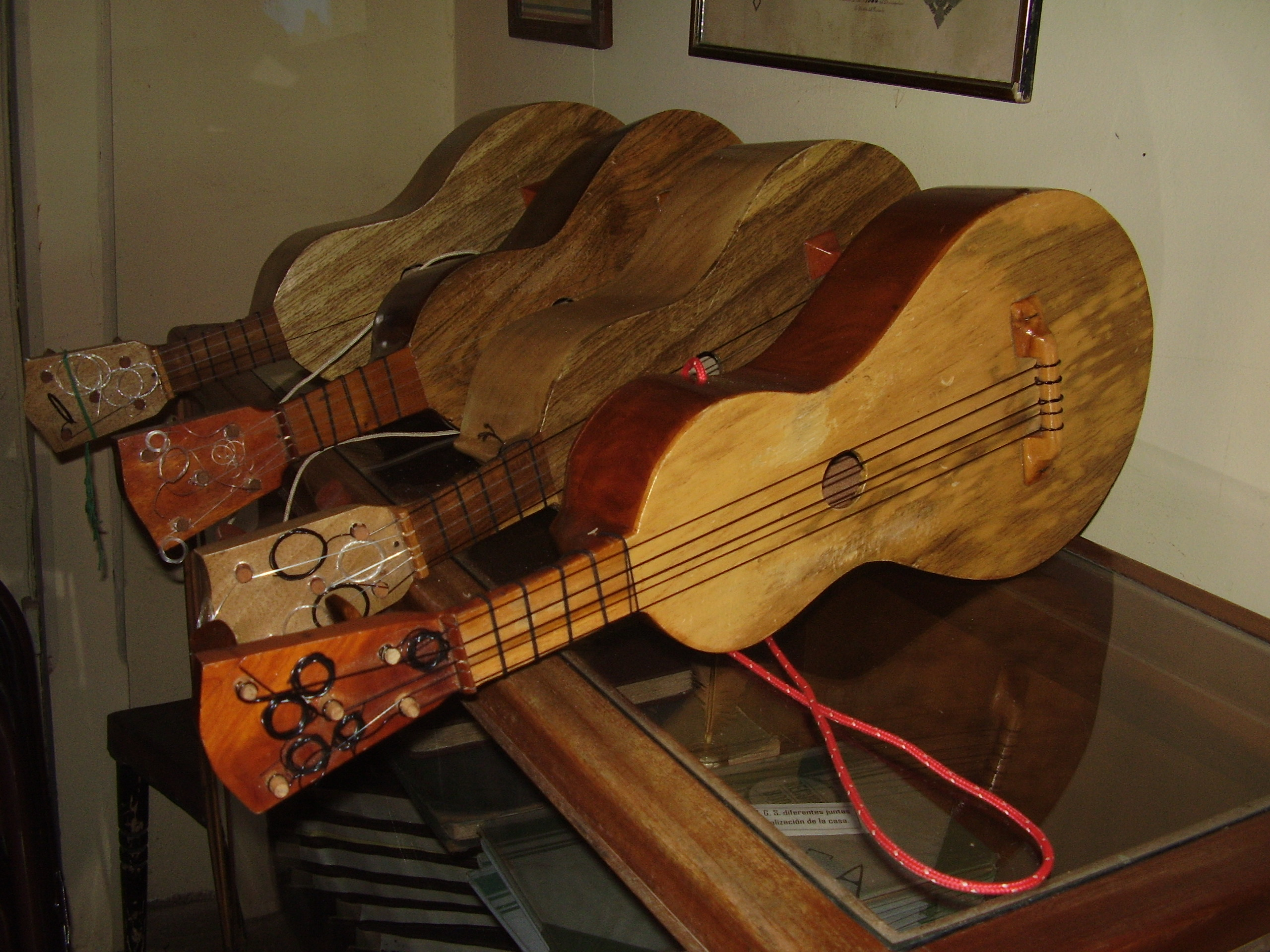
Mejoranas de Manuel F. Zárate exhibidas en la Casa Museo Manuel F. Zárate.

- Para perpetrar su memoria por haber llevado un profundo estudio del folklore panameño para su proyección nacional e internacional, los folkloristas panameños fundaron en su ciudad natal, Guararé, la Casa Museo Manuel F. Zárate.  Mediante Decreto de Gabinete No. 292 de 4 de septiembre de 1969 se declaró Monumento Nacional la Casa Museo Manuel F. Zarate en Guararé, Provincia de Los Santos.[6]

- Primer premio en la Sección de Ensayo del Concurso Ricardo Miró con las obras La Décima y la Copla en Panamá y Tambor y Socavón.[7]

- Desde el año 1972 se realiza el Concurso de la Décima Escrita Manuel F. Zárate.  En el año 2010 se celebró la versión XXXVIII.[8]

- Desde el año 1980 se realiza el Festival Nacional de la Voz y Canto Manuel F. Zárate.  En el año 2009 se celebró la versión XXVIII.[9][10]

- En el año 2005 y nuevamente en el 2007, folcloristas propusieron crear la orden Manuel Fernando Zárate para reconocer el aporte cultural que hizo para preservar las costumbres y tradiciones de Panamá.  Se espera que la orden sirva de motivación para todas aquellas personas que de una u otra manera promueven el folclor en sus expresiones más auténticas.[11]  En el año 2009, se presentó ante la Asamblea Nacional el Proyecto de Ley 454 que crea la condecoración Orden Manuel F. Zárate.[12]  El 30 de junio de 2009 fue promulgada la Ley 40 que crea esta condecoración.  El artículo primero dice así:

Se crea la condecoración Orden Manuel F. Zárate ecomo un reconocimiento para las personas que se destaquen en la búsqueda, el rescate, el conocimiento y la conservación del folclor panameño, tomando en consideración a quienes valoran, comparten y respetan las variadas expresiones de conducta, hábitos, bailes, danzas, obras y cantos populares.